# Elleholms landskommun
Elleholms landskommun var en tidigare kommun i Blekinge län.

## Administrativ historik
När 1862 års kommunalförordningar trädde i kraft inrättades cirka 2 400 landskommuner i socknar över hela landet.
I Elleholms socken i Listers härad i Blekinge inrättades denna kommun.
Den upphörde vid kommunreformen 1952 då den gick upp i Mörrums landskommun.
Området tillhör sedan 1971 Karlshamns kommun.